# Acostemma subcoeca
Acostemma subcoeca är en insektsart som beskrevs av Jacobi 1917. Acostemma subcoeca ingår i släktet Acostemma och familjen dvärgstritar. Inga underarter finns listade i Catalogue of Life.